# Du bringst mich noch um
Du bringst mich noch um ist ein Österreichischer Spielfilm von Wolfram Paulus aus dem Jahr 1994.

## Handlung
Es ist eine Zufallsbekanntschaft am Rande des Kinderspielplatzes. Beide, ein Deutschlehrer und die Frau eines Internisten, werden von der riskanten Leidenschaft erfasst. Ihre verstohlenen Telefonate und heimlichen Treffen trotzen sie dem Familienalltag ab. Doch beide haben Familien mit den falschen Partnern, leben im falschen Leben (er wäre gerne am Theater, sie Architektin). Sie leben in einer kleinen, bürgerlichen Stadt; die Leidenschaft, aber auch die Familien fordern ihr Recht. Weihnachten naht, der ideale Termin für Katastrophen, und sie werden am zweiten Weihnachtstag ertappt.

## Hintergrund
Du bringst mich noch um wurde im Oktober 1994 bei den Hofer Filmtagen uraufgeführt.